# Cat on a Hot Tin Roof
Cat on a Hot Tin Roof is een Amerikaanse dramafilm uit 1958 onder regie van Richard Brooks. Het scenario is gebaseerd op het gelijknamige toneelstuk uit 1955 van de Amerikaanse auteur Tennessee Williams. Destijds werd de film in Nederland uitgebracht onder de titel Kat op een heet zinken dak.

## Verhaal
In een villa in het zuiden van de Verenigde Staten zijn de bewoners druk in de weer om de ontvangst voor te bereiden van de patriarch van de familie. Big Daddy keert vandaag terug na een verblijf in het ziekenhuis. Zijn zoon Brick Pollitt was een talentvolle sportman. Hij is getrouwd met Maggie, maar hun huwelijk zit duidelijk in een crisis, al weet de toeschouwer in het begin niet waarom. Ze hebben vaak ruzie en Brick is om een of andere reden niet meer geïnteresseerd in seksuele relaties met Maggie. Elke poging van haar kant om hem te vermurwen of te verleiden beantwoordt hij met sarcasme. Als Brick op een avond, in een poging om zijn hoogtijdagen in het stadion opnieuw te beleven, dronken over een horde struikelt, breekt hij zijn enkel.
Er is ook nog Cooper, de broer van Brick. Cooper is een eenvoudige man, die volledig onder de duim zit van zijn vrouw Mae Flynn. Beiden azen onbeschaamd op het geld van Big Daddy, die mogelijk niet lang meer te leven heeft. Ondanks hun uitsloverij om samen met hun (onopgevoede) kinderen een goede indruk te maken, heeft Big Daddy meer sympathie voor zijn andere zoon en diens vrouw Maggie. Iedereen, zijn echtgenote Big Momma inbegrepen, komt samen op de dag van Big Daddy's 65ste verjaardag. Wat een feest zou moeten zijn, wordt een verschrikkelijke dag. Iedereen behalve Brick probeert een muur van schijn op te trekken en enkel de brute aanpak van Brick slaagt erin om de strijd aan te gaan met de hypocrisie. Terwijl Maggie en Brick in het bijzijn van iedereen ruzie maken, proberen Cooper en zijn echtgenote in de smaak te vallen bij Big Daddy. Ze hopen dat zij via de erfenis rijk kunnen worden.
Maar Big Daddy moet niet weten van al dat geslijm. Hij heeft altijd al een boontje gehad voor zijn zoon Brick, hoewel die sinds de dood van zijn goede vriend last heeft van een drankprobleem. De gemoederen ten huize Pollitt lopen hoog op en er wordt een climax bereikt wanneer Big Daddy te horen krijgt dat hij stervende is. Voor Brick is dat het signaal om alles bij te leggen.

## Rolverdeling
| Acteur             | Personage         |
| ------------------ | ----------------- |
| Elizabeth Taylor   | Maggie Pollitt    |
| Paul Newman        | Brick Pollitt     |
| Burl Ives          | Big Daddy Pollitt |
| Jack Carson        | Gooper Pollitt    |
| Judith Anderson    | Big Momma Pollitt |
| Madeleine Sherwood | Mae Pollitt       |
| Larry Gates        | Dr. Baugh         |
| Vaughn Taylor      | Davis             |

## Prijzen en nominaties
| Jaar | Prijs         | Categorie                  | Genomineerde(n)          | Uitslag     |
| ---- | ------------- | -------------------------- | ------------------------ | ----------- |
| 1959 | Oscars        | Beste film                 | Lawrence Weingarten      | Genomineerd |
| 1959 | Oscars        | Beste regisseur            | Richard Brooks           | Genomineerd |
| 1959 | Oscars        | Beste mannelijke hoofdrol  | Paul Newman              | Genomineerd |
| 1959 | Oscars        | Beste vrouwelijke hoofdrol | Elizabeth Taylor         | Genomineerd |
| 1959 | Oscars        | Beste bewerkte scenario    | James Poe Richard Brooks | Genomineerd |
| 1959 | Oscars        | Beste camerawerk           | William H. Daniels       | Genomineerd |
| 1959 | BAFTA's       | Beste film                 | Cat on a Hot Tin Roof    | Genomineerd |
| 1959 | BAFTA's       | Beste buitenlandse acteur  | Paul Newman              | Genomineerd |
| 1959 | BAFTA's       | Beste buitenlandse actrice | Elizabeth Taylor         | Genomineerd |
| 1959 | Golden Globes | Beste dramafilm            | Cat on a Hot Tin Roof    | Genomineerd |
| 1959 | Golden Globes | Beste filmregisseur        | Richard Brooks           | Genomineerd |